# Fettschwanzmakis

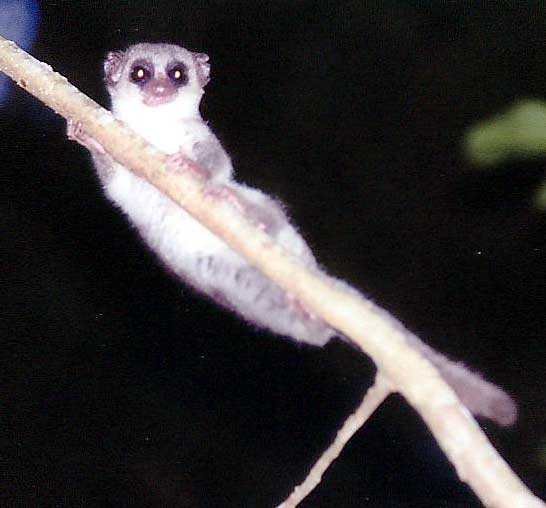
Westlicher Fettschwanzmaki (Cheirogaleus medius)

Die Fettschwanzmakis (Cheirogaleus) sind eine Primatengattung aus der Familie der Katzenmakis (Cheirogaleidae). Die Gattung umfasst zehn Arten, von denen acht in jüngster Zeit als eigenständig anerkannt wurden und vier bis fünf noch nicht beschrieben wurde.

## Beschreibung
Fettschwanzmakis erreichen eine Kopfrumpflänge von 17 bis 26 Zentimeter, der Schwanz wird 18 bis 28 Zentimeter lang. Das Gewicht ist starken saisonalen Schwankungen unterzogen und variiert zwischen 200 und 600 Gramm. Damit sind sie die größten Vertreter der Katzenmakis. Ihr Fell ist weich und seidig, es ist an der Oberseite grau oder rotbraun und an der Unterseite gelblich-weiß gefärbt. Kennzeichnend sind die großen, mit dunklen Ringen umgebenen Augen sowie die kleinen, dünnen Ohren. Der Schwanz ist buschig behaart und wird als Fettspeicher eingesetzt, daher auch der Name der Tiere.

## Verbreitung und Lebensraum
Wie alle Lemuren kommen Fettschwanzmakis nur auf der Insel Madagaskar vor. Sie sind relativ häufig und weit verbreitet, zwei der sieben Arten sind von den Trocken- und Dornwäldern im Westen und Südwesten der Insel und fünf Arten von den Regenwäldern im Osten der Insel bekannt. Da von den neu beschriebenen Arten nur vereinzelte Fundorte bekannt sind, sind die genauen Verbreitungsgebiete der einzelnen Arten nicht bekannt.

## Lebensweise und Ernährung
Fettschwanzmakis sind nachtaktiv. Tagsüber schlafen sie in Baumhöhlen oder im Pflanzendickicht, in der Nacht gehen sie auf Nahrungssuche. Dabei halten sie sich meist auf den Bäumen auf und bewegen sich auf allen vieren fort. Sie leben in Familiengruppen, die sich aus einem ausgewachsenen Paar und dem gemeinsamen Nachwuchs zusammensetzen, die Partner teilen sich Territorien und Schlafplätze, gehen aber häufig getrennt auf Nahrungssuche. Ihre Streifgebiete sind mit rund 200 Metern Durchmesser relativ klein.
Eine Besonderheit der Fettschwanzmakis ist ihr regelmäßiger obligater Winterschlaf während der Trockenmonate. In der Zeit von November bis März legen sie an Gewicht zu, wobei vorrangig der Schwanz als Fettspeicher dient. In der Trockenzeit (April bis Oktober) fallen sie in einen Winterschlaf. Dazu ziehen sie sich oft in hohle Baumstämme oder andere Unterschlupfe zurück. Während dieser Zeit leben sie von den Reserven in ihrem Schwanz, ihr Gewicht kann sich dabei nahezu um die Hälfte verringern. Auch die Körpertemperatur wird während dieser Zeit nicht auf einem stabilen Niveau gehalten, sondern passt sich der Außentemperatur an. Unterbrochen wird dieser Winterschlaf von typischen kurzen Aufbauwachphasen (Arousals), die typisch sind für alle echten Winterschläfer.
Ihre Nahrung besteht in erster Linie aus Früchten, daneben nehmen sie auch Blüten, Nektar und Insekten zu sich.

## Fortpflanzung
Die Paarung erfolgt unmittelbar nach dem Winterschlaf, im Oktober oder November. Trotz der monogamen Lebensweise ist zumindest von einer Art, dem Westlichen Fettschwanzmaki, bekannt, dass sich das Weibchen häufig mit mehreren Männchen fortpflanzt. Nach einer rund 60- bis 70-tägigen Tragzeit bringt das Weibchen zwei oder drei Jungtiere zur Welt. Diese kommen behaart und gut entwickelt zur Welt und sind bereits mit 45 Tagen entwöhnt und mit zwei Jahren geschlechtsreif. Die Lebenserwartung der Fettschwanzmakis kann in menschlicher Obhut 20 Jahre betragen.

## Bedrohung
Die Rodung der Wälder stellt für die Fettschwanzmakis die Hauptbedrohung dar, allerdings dürften diese Tiere weniger bedroht sein als andere madagassische Primaten. Für viele der neubeschriebenen Arten fehlen aber genauere Daten.

## Systematik
Die innere Systematik der Fettschwanzmakis ist im Umbruch begriffen und noch nicht restlos geklärt. Lange Zeit wurden nur zwei Arten unterschieden, heute sind zehn Arten in vier Artengruppen bekannt (nach Mittermeier et al., 2008 und Einzelnachweisen):
- Cheirogaleus crossleyi-Artengruppe
  - Rötlicher Fettschwanzmaki (Cheirogaleus crossleyi)
  - Lavasoa-Fettschwanzmaki (Cheirogaleus lavasoensis)[5]
  - Groves-Fettschwanzmaki (Cheirogaleus grovesi)[6]
- Cheirogaleus major-Artengruppe
  - Brauner oder Großer Fettschwanzmaki (Cheirogaleus major) (Typusart der Gattung)
  - Montagne d’Ambre-Fettschwanzmaki (Cheirogaleus andysabini)[4]
- Cheirogaleus medius-Artengruppe
  - Westlicher Fettschwanzmaki (Cheirogaleus medius)
  - Ankarana-Fettschwanzmaki (Cheirogaleus shethi)[7]
  - Thomas-Fettschwanzmaki (Cheirogaleus thomasi)[8]
- Cheirogaleus sibreei-Artengruppe
  - Rückenstreifen-Fettschwanzmaki (Cheirogaleus sibreei)
  - Kleiner Grauer Fettschwanzmaki (Cheirogaleus minusculus)

Außerdem sind vier bisher unbeschriebene Arten bekannt. Im August 2015 wurde die Entdeckung einer kleinen Population von Fettschwanzmakis auf der Insel Nosy Hara im Nordwesten Madagaskars bekannt gegeben, bei der es sich möglicherweise um eine weitere bisher unbeschriebene Art handelt. Wie der Westliche Fettschwanzmaki sind die Tiere grau mit einer weißen Bauchseite, aber relativ klein (Inselverzwergung).